# Llau dels Sabarissos
La llau dels Sabarissos és una llau del terme municipal de Talarn. Antigament havia tingut continuïtat fins a la ciutat de Tremp, però amb la construcció del Canal de Dalt, aquesta llau és on acaba.
Es forma dins del terme de Talarn, al sud-est de l'Acadèmia General Bàsica de Suboficials, i al nord-est de l'ermita de Sant Sebastià, des d'on baixava cap al sud-sud-est en direcció a Tremp, però actualment mor en el Canal de Dalt, encara en terme de Talarn.